# Allee-Center Remscheid

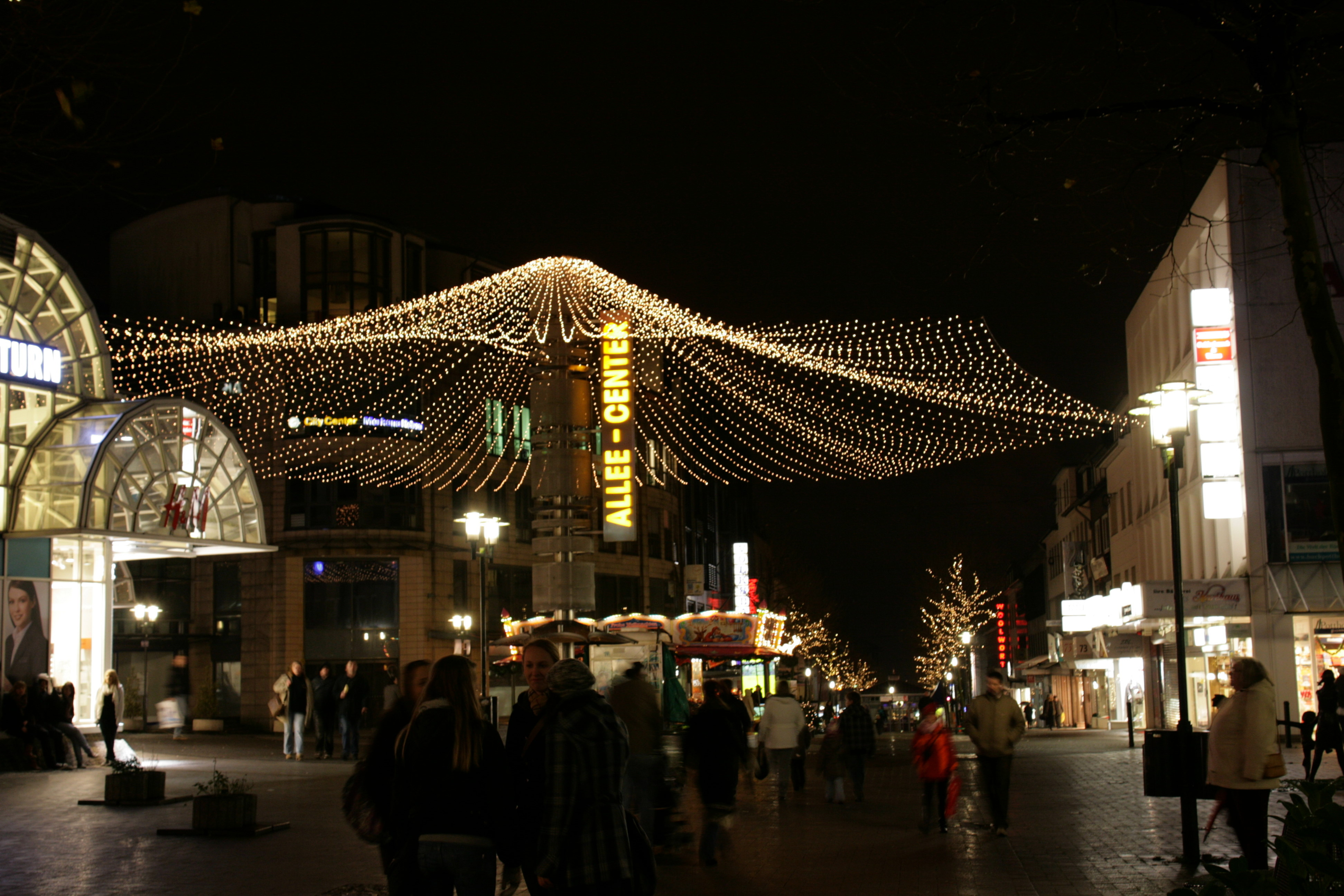
Einer der Eingänge in der Winterzeit

Das Allee-Center Remscheid ist ein Einkaufszentrum in der bergischen Großstadt Remscheid. Es wurde 1986 eröffnet und gilt heute als das größte Einkaufszentrum dieser Region.

## Beschreibung
In dem Center befinden sich knapp 100 Fachgeschäfte. Dazu gehören unter anderem ein SB-Warenhaus, ein Fachmarkt für Unterhaltungselektronik, ein Textilhaus, ein Sportfachmarkt, ein Schlemmermarkt sowie diverse Dienstleistungs- und Gastronomiebetriebe. Auf zwei Ebenen stehen über 30.000 Quadratmeter zur Verfügung, zudem weitere 2.500 Quadratmeter als Mietfläche für Büros und Arztpraxen. Im Allee-Center arbeiten 600 Angestellte. 
Neben Warenhausketten wie C&A oder H&M betreiben auch weitere Marken wie Jack & Jones einzelne Geschäfte. Des Weiteren gibt es im Center eine Thalia-Buchhandlung, einen Deichmann-Schuhhandel, einen dm-Drogeriemarkt, eine Tchibo-Filiale sowie einen Saturn-Elektromarkt.

## Entwicklung
Das Center wird von der Hamburger ECE-Gruppe betrieben. Diese kalkuliert mit einem Einzugsgebiet von etwa 355.000 Einwohnern aus Remscheid sowie der nahen Umgebung im Bergischen Land. Um diesen Anforderungen gerecht zu werden, wurden zwei große Umbau- und Erweiterungsphasen eingeschoben. 1995 und 1996 wurde das Center erstmals modernisiert und vergrößert, von 2008 bis 2009 folgte dann eine Revitalisierung des Gebäudes sowie eine weitere Vergrößerung.
Eine Besonderheit des Centers ist, dass die ECE-Gruppe beim Bau des Gebäudes ein sechsstöckiges Verwaltungsgebäude für die Stadtwerke Remscheid integrierte.
Der Gebäudekomplex entstand auf einem nach den Zerstörungen des Zweiten Weltkrieges weitgehend unbebauten und als Parkplatz genutzten Gelände zwischen der Alleestraße, dem in den 1970er-Jahren errichteten Neubau der Stadtsparkasse Remscheid, dem Stadttheater (heute Teo-Otto-Theater) und dem Remscheider Rathaus, der Hochstraße und der Elberfelder Straße. Das von den Stadtwerken genutzte, in den 1930er-Jahren ursprünglich für die Stadtsparkasse errichtete Gebäude wurde im Zuge der Bebauung abgebrochen. Die Konrad-Adenauer-Straße wurde teilweise überbaut, verkehrsberuhigt und dient vorwiegend zur Anbindung an den öffentlichen Nahverkehr.